# Caspar Wennerqvist
Caspar Andersson Wennerqvist, var en kringresande skarprättare i Uppsala och Gävleborgs län. 
Wennerqvist tillhörde resandefolket och reste omkring och försörjde sig som glasförare och valackare. Han hade tjänstgjort som soldat vid Hessensteinska regementet i Göteborg under namnet Casper Reinholt. Han hade flera äktenskap under sin levnad, däribland en tid gift med en dotter till skarprättaren Aron Skarberg, för vilken han tjänstgjort som skarprättarbetjänt. Han hade tidigare ingått äktenskap i Skatelövs socken med glasförardottern Cajsa Lisa Schenström 1759.
Han dömdes för dryckenskap av Ockelbo och Hamrånge tingslag i mars 1763. Han står skriven i kvarteret Hörnet i Uppsala under mitten av 1760-talet med bland andra skarprättarna Gabriel Meijer och Carl Fredrik Strandberg samt den kringresande borgaren Peter Detlofsson. Han var skarprättardräng till Gabriel Meijer när han reste till Åsunda härad och Trögds härad i februari 1765 för att kastrera hästar.
Wennerqvist kallas för den "avskedade skarprättaren" 1773 när han begärde ut pass från Stockholm till Lovisa i Finland.